# آرتور رینولدز
آرتور رینولدز (انگلیسی: Arthur Reynolds; ۲۴ ژانویهٔ ۱۸۸۷ – ۱۴ مارس ۱۹۷۰) بازیکن فوتبال بود.
از باشگاه‌هایی که در آن بازی کرده‌است می‌توان به باشگاه فوتبال فولام اشاره کرد.